# Ruesta
Ruesta es una localidad de la provincia de Zaragoza, en la comunidad autónoma de Aragón (España), hoy perteneciente a los término municipal de  Urriés, en la comarca de las Cinco Villas, partido judicial de  Ejea de los Caballeros.  

## Geografía
Está a orillas del río Aragón y de su afluente el río Regal así como por el barranco de Chesa, junto al embalse de Yesa, un pantano que inunda en parte su término, siendo además la causa de su actual despoblación, ya que campos de cultivo y casas fueron expropiados para su construcción en los años 1960.

## Historia
Muchos de sus vecinos marcharon a los nuevos núcleos de repoblación en las zonas de regadío del Canal de Bardenas, como Bardena, Santa Anastasia, Pinsoro y otros; otros vecinos marcharon a otros lugares. En Ruesta, desde hace unos años, se reúnen a los antiguos habitantes y amigos que lo deseen, en la localidad en las jornadas ¡Ruesta vive!. 
Parte de su antiguo término pasó a manos de Sigüés, en la Jacetania, aunque el lugar de Ruesta quedó en Urriés.
La Confederación Hidrográfica del Ebro cedió el uso de Ruesta legalmente al sindicato Confederación General del Trabajo de Aragón, dentro de un plan de recuperación de despoblados ocasionados por los embalses. La CGT, junto al Colegio Oficial de Arquitectos de Aragón, ha efectuado algunas labores de reconstrucción de varios edificios como casa Valentín y casa Alfonso que, en la actualidad, están destinados a albergue y casa de cultura para conferencias, biblioteca y camping.
El trabajo de recuperación del patrimonio efectuado mereció en mayo de 2021 el Premio Hispania Nostra al proyecto de rehabilitación del pueblo y su tramo del Camino de Santiago francés en Aragón, procedente de Francia por el camino de Arlés, alcanza la ciudad de Toulouse para atravesar la Cordillera Pirenaica a través del Puerto de Somport. La rehabilitación de las ermita de Ruesta junto con la de Sigüés se alza con el Trofeo Ricardo Magdalena y ha sido ejecutada por Sebastián Arquitectos y promovida por la Confederación Hidrográfica del Ebro.

## Geografía humana

### Demografía
| Gráfica de evolución demográfica de Ruesta entre 1842 y 1960 |
| |
| Población de derecho según los censos de población del INE Población de hecho según los censos de población del INEEntre el censo de 1970 y el anterior, este municipio desaparece porque se integra en el municipio 50270 (Urriés) |

## En la cultura popular
Ruesta aparece en la película La vaquilla del director Luis García Berlanga: el campamento republicano se rodó en el pueblo.

## Patrimonio arquitectónico
- Castillo de Ruesta,  incluido dentro de la relación de castillos considerados Bienes de Interés Cultural dentro del listado fue publicado en el Boletín Oficial de Aragón del día 22 de mayo de 2006.[21]
- Ermita de Santiago[22][23]
- Ermita de San Juan Bautista[24]

## Galería de fotos

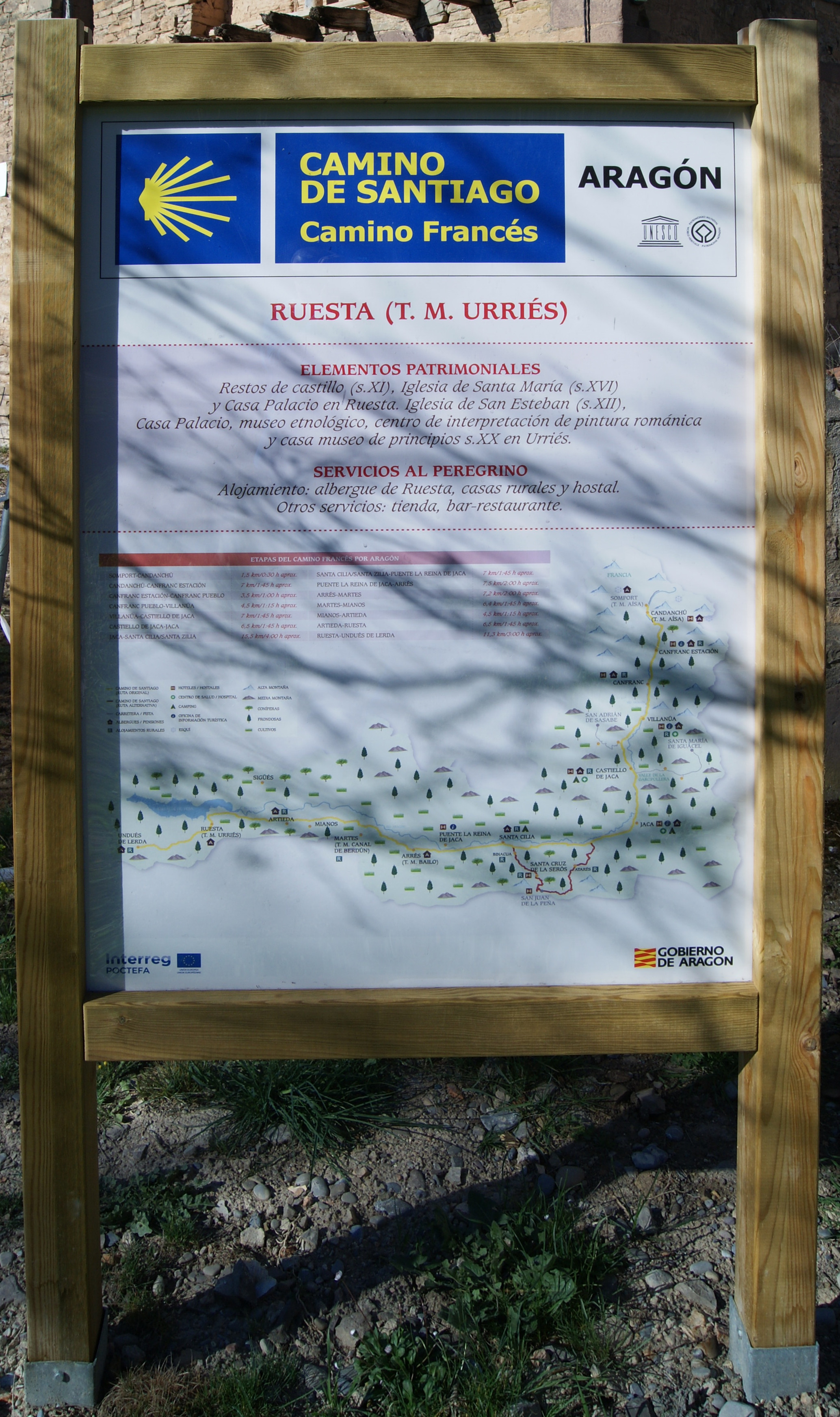
Camino de Santiago
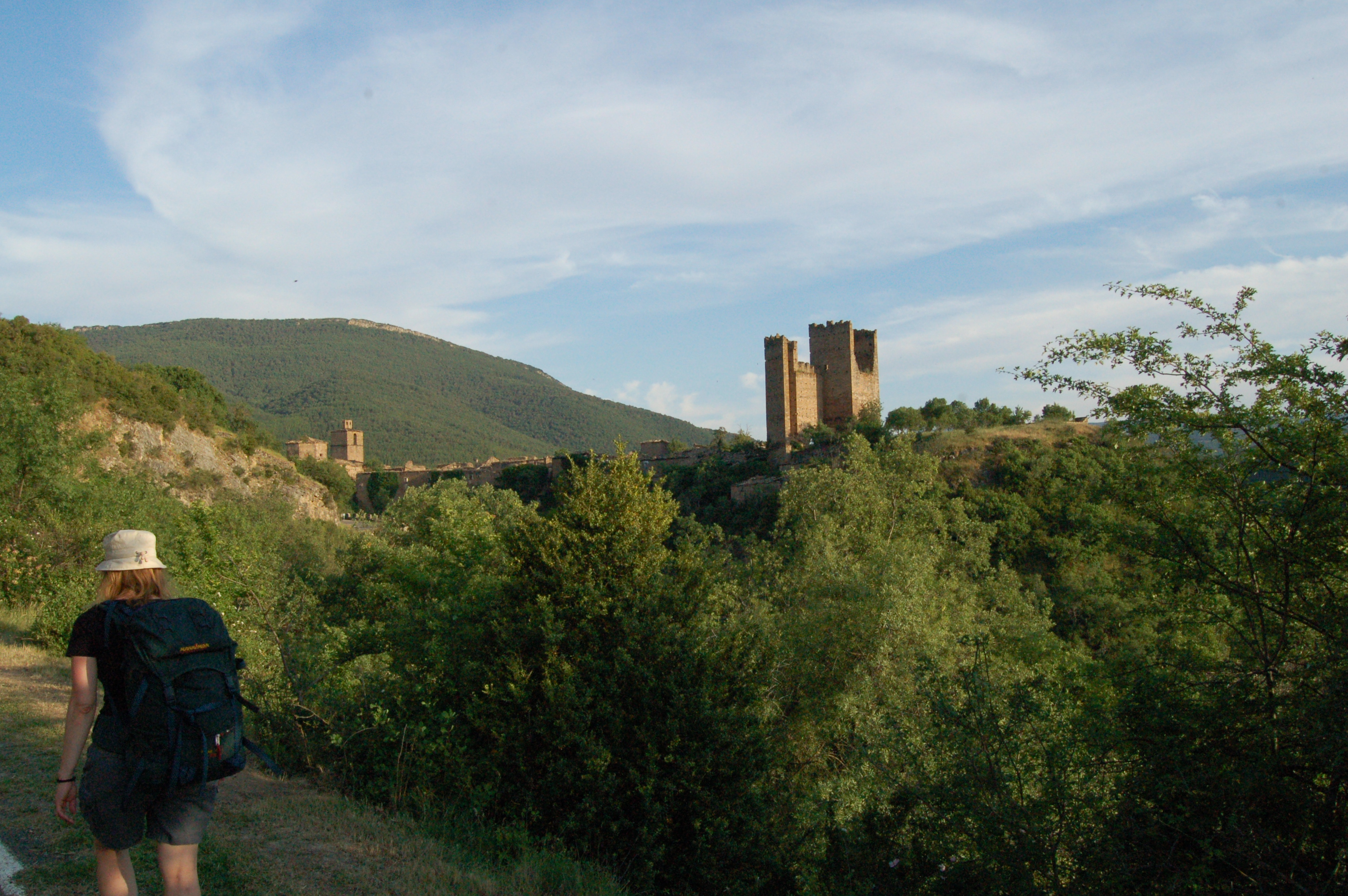
El camino de Santiago francés en Aragón a su paso por Ruesta
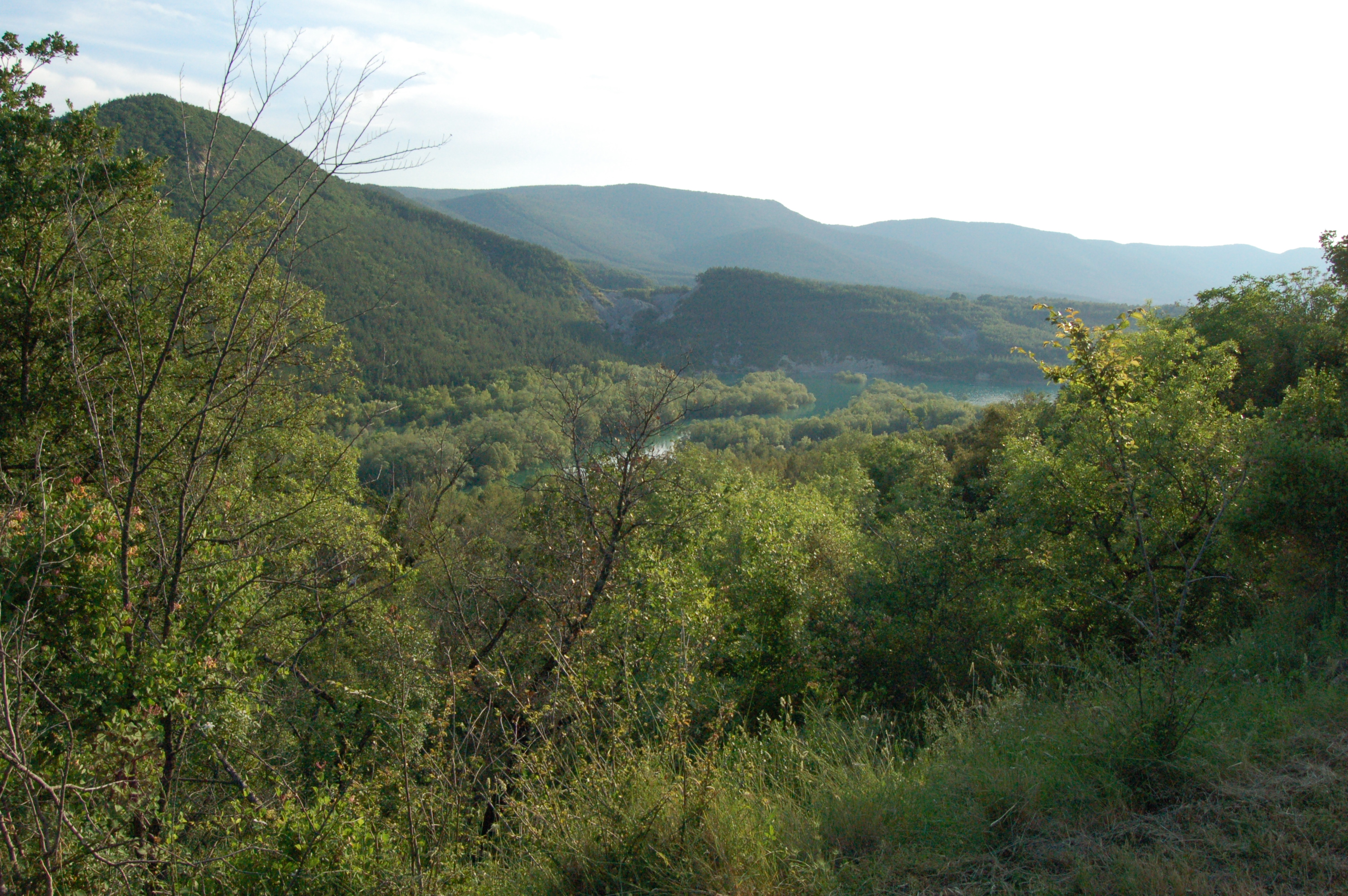
Alrededores de Ruesta
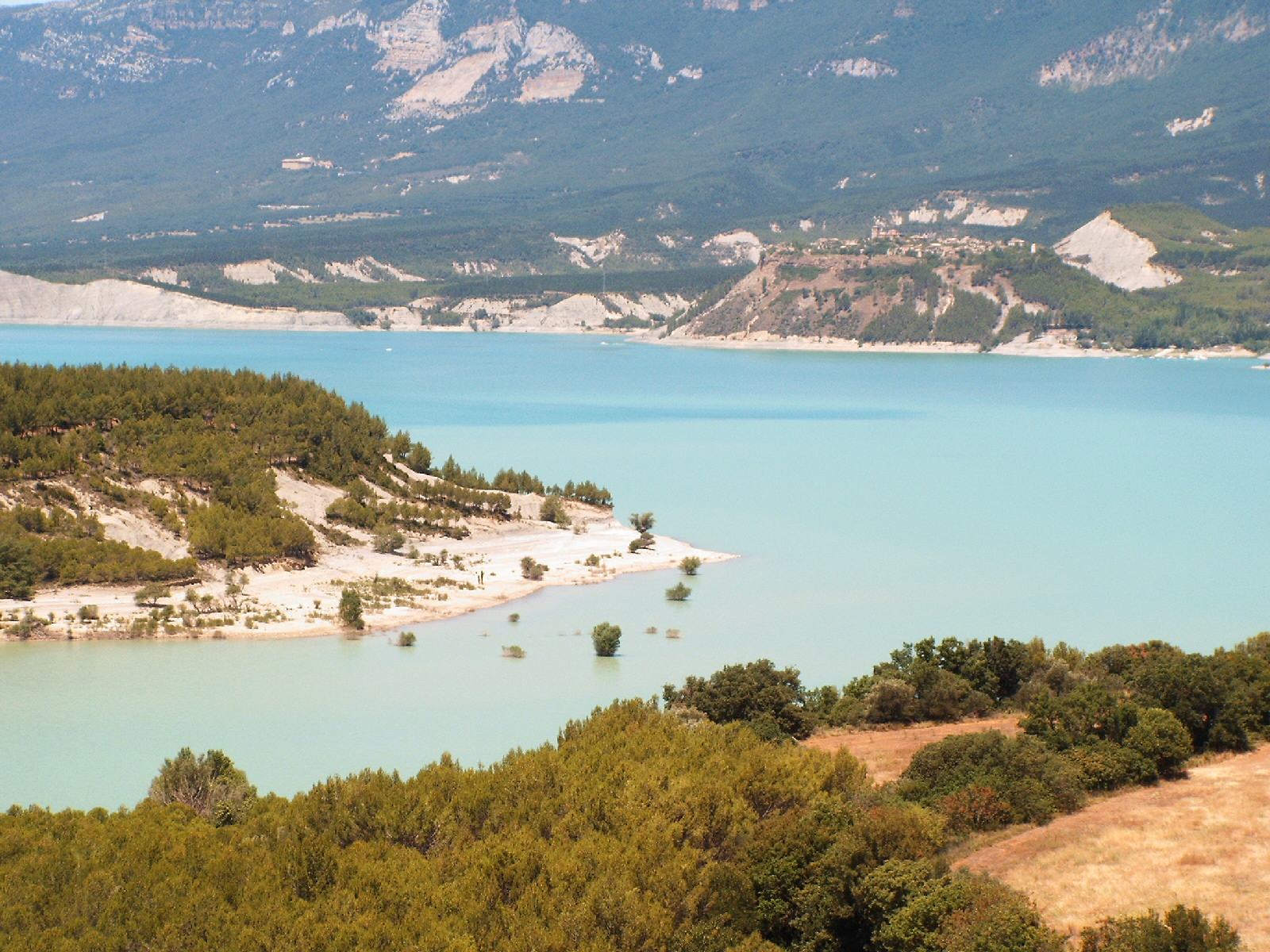
Vista del pantano de Yesa desde Ruesta
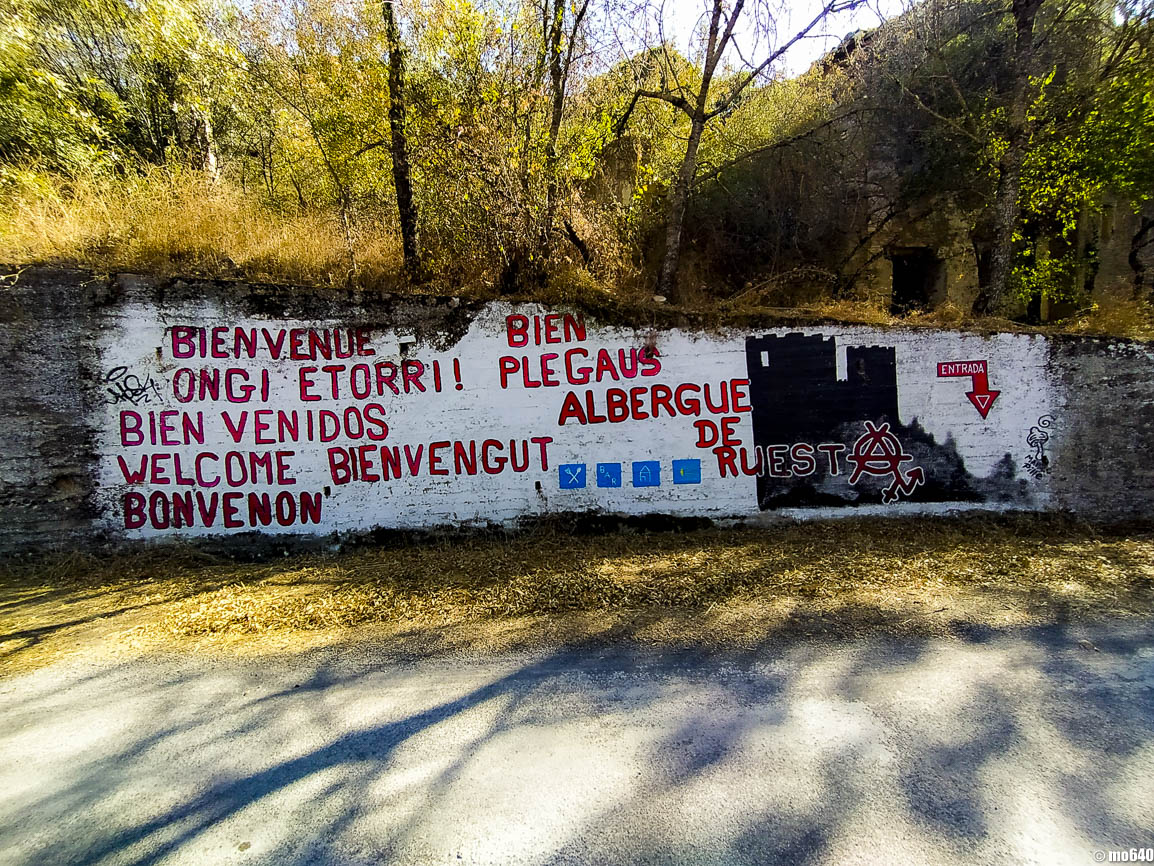
Bienvenida al albergue
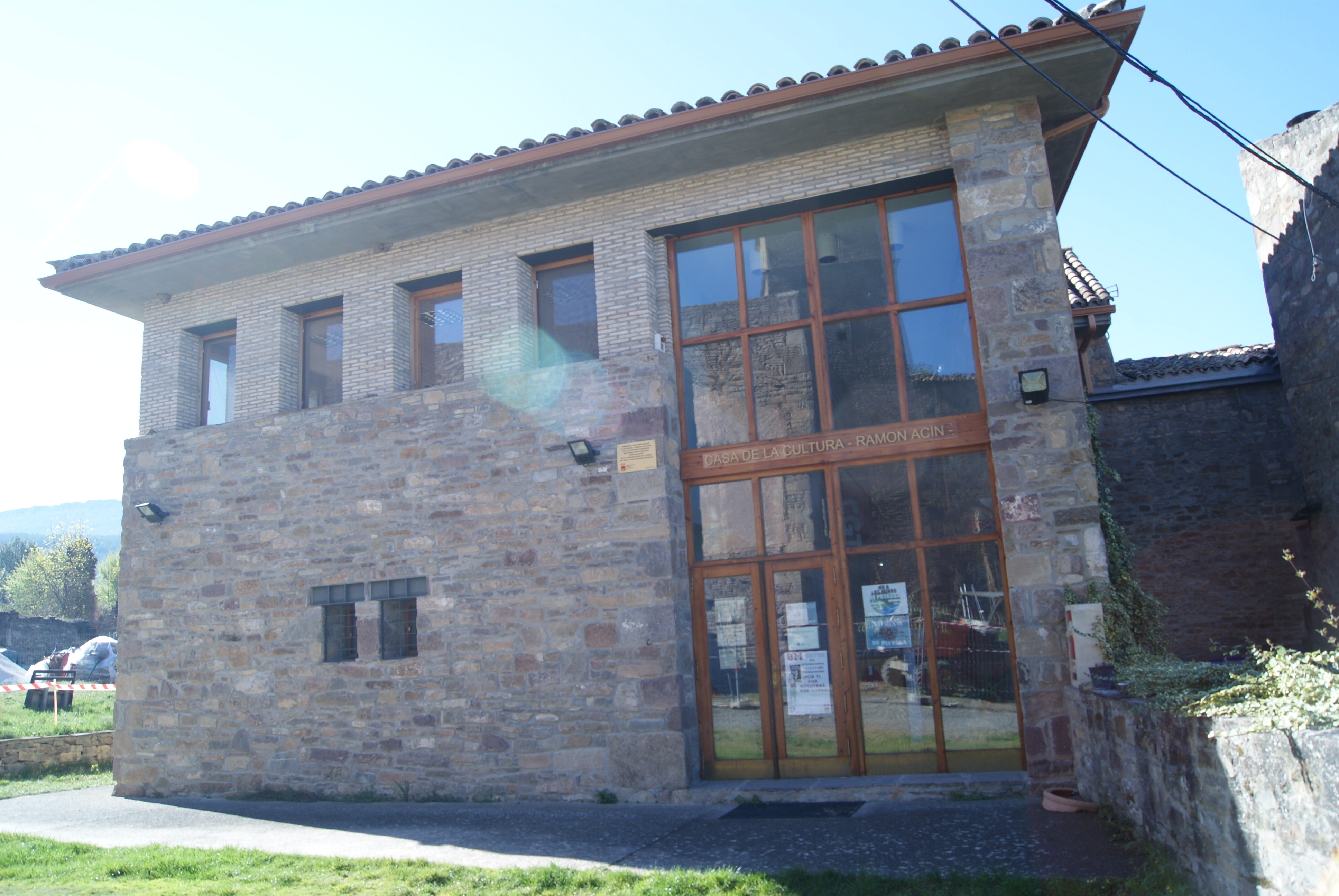
Casa de cultura Ramón Acín
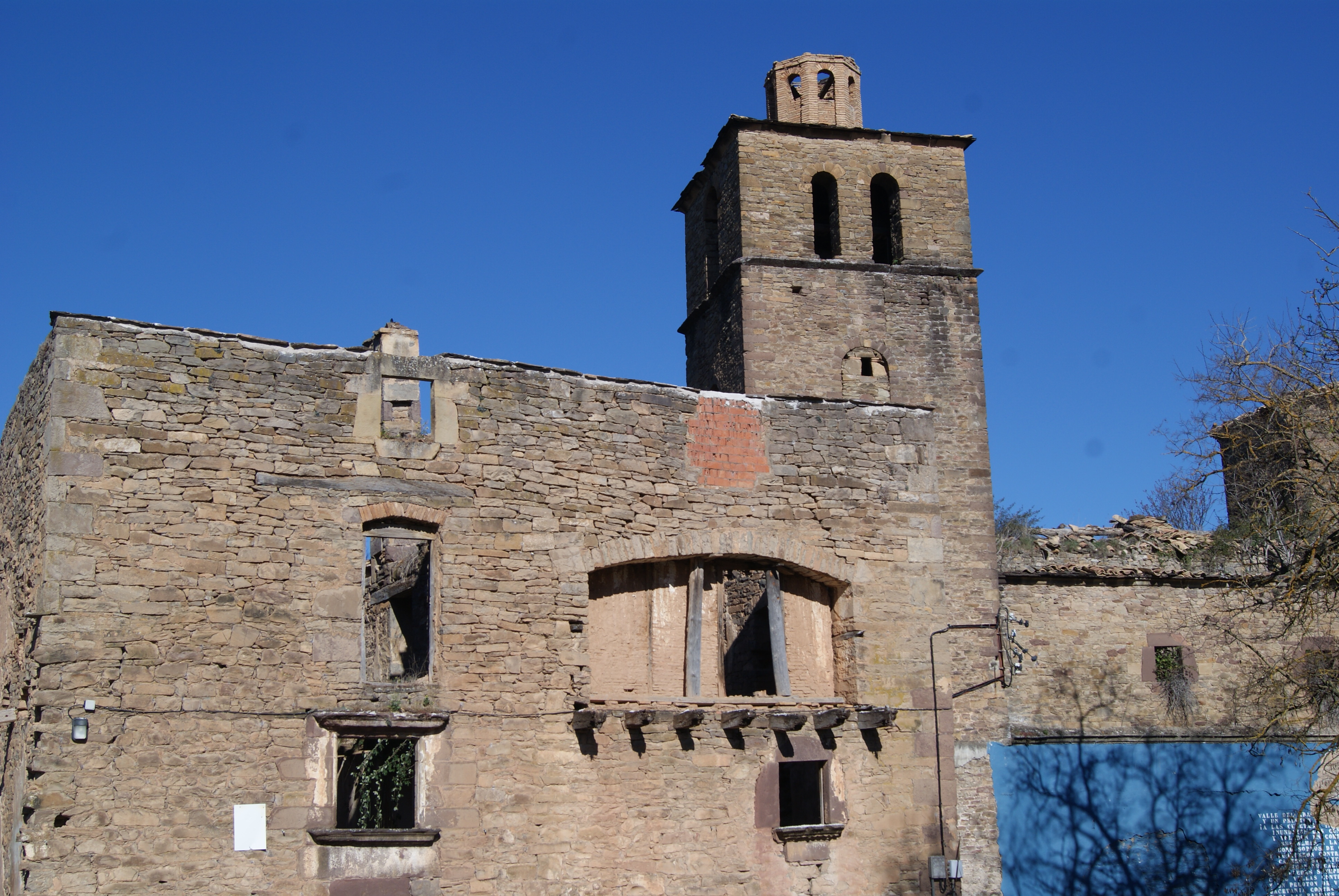
Iglesia de Ruesta
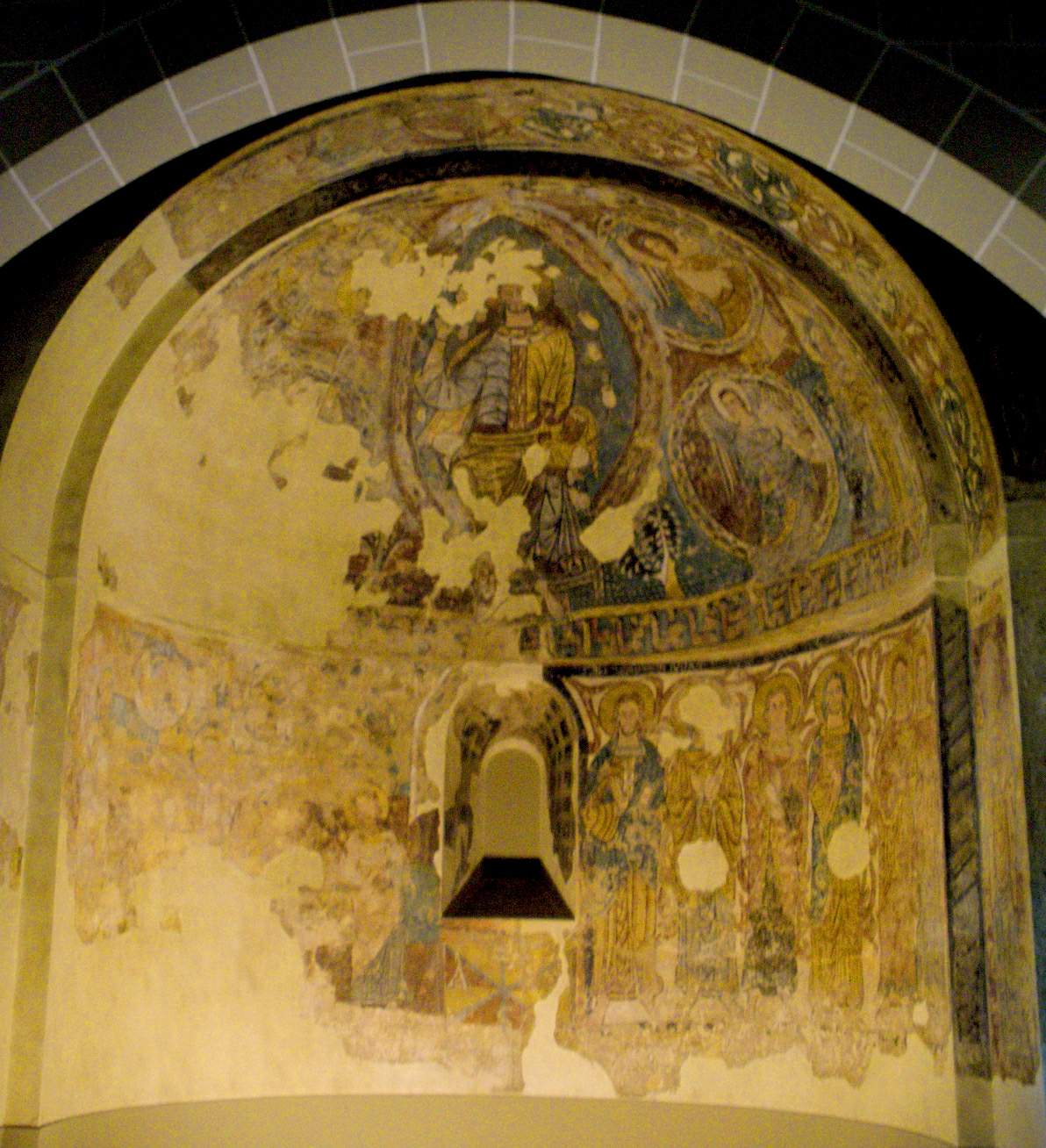
Murales de la Ermita de S. Juan Bautista de Ruesta ahora en el Museo Diocesano de Jaca
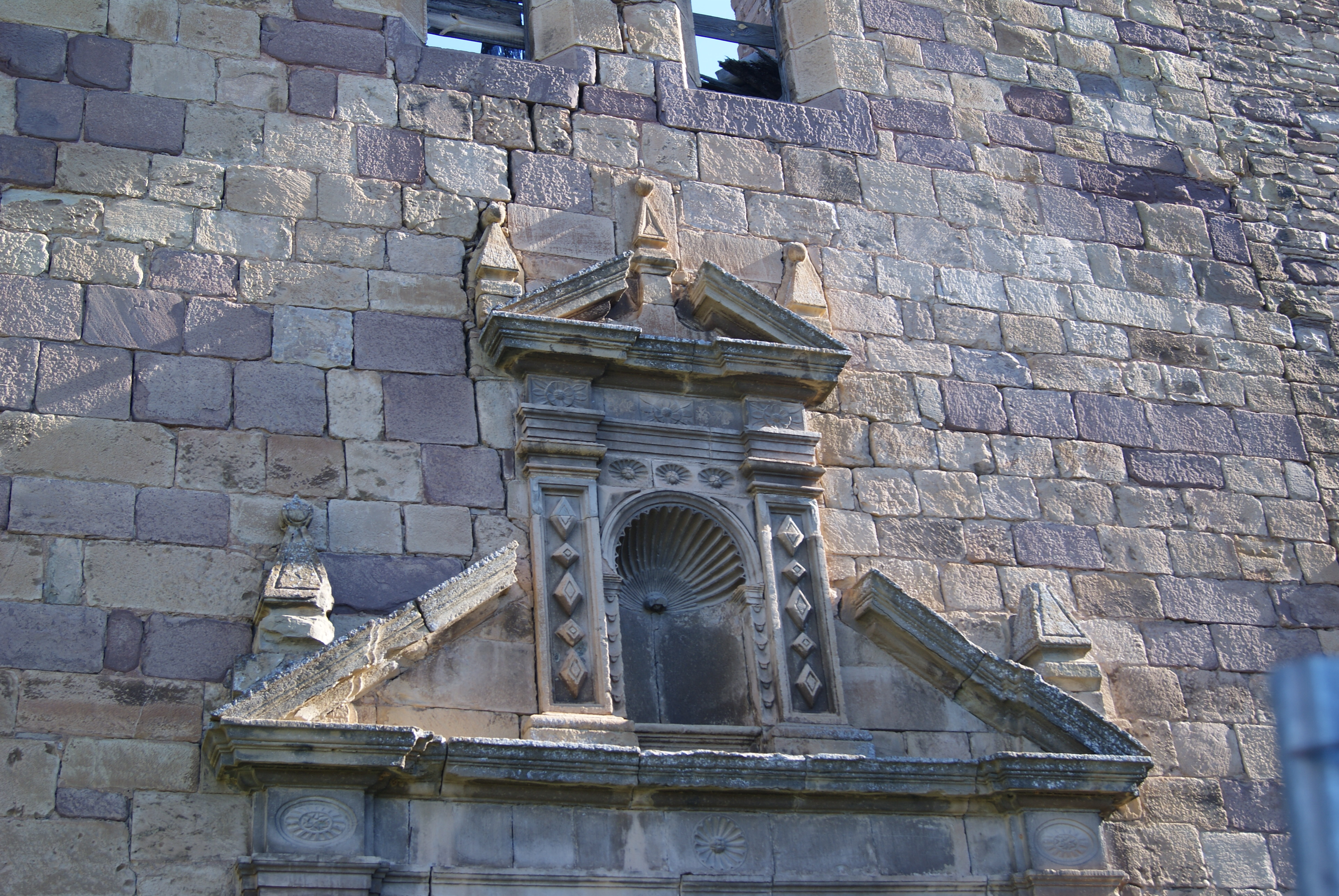
Fachada de la iglesia
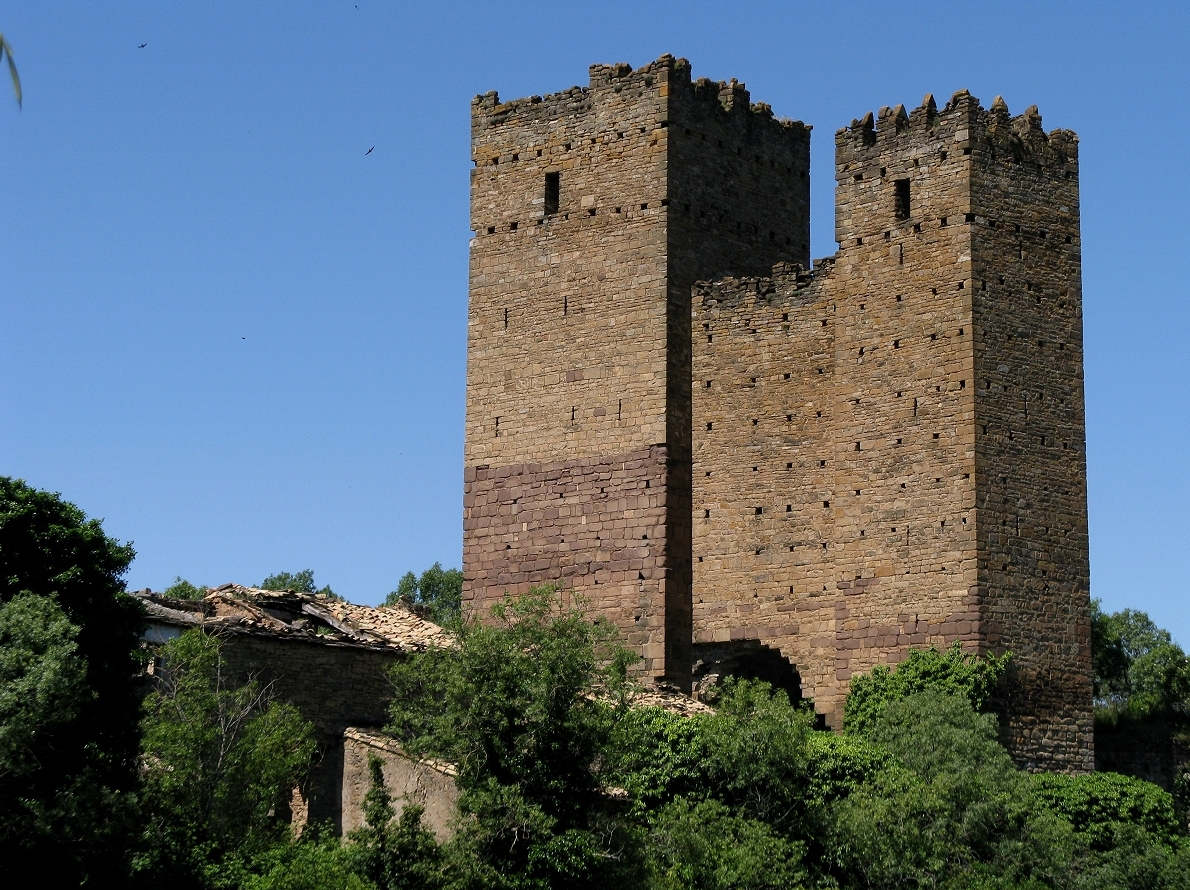
Torres
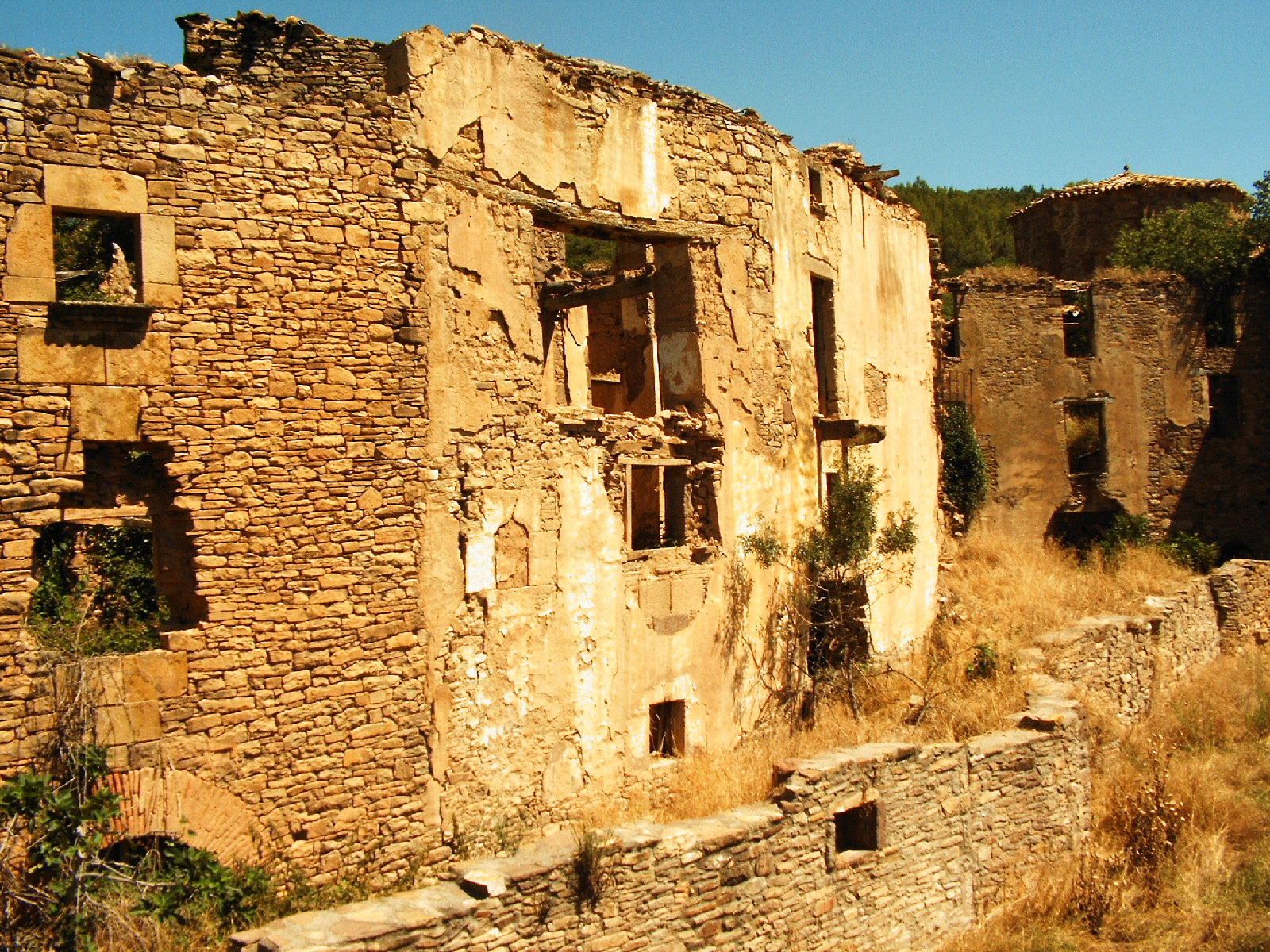
Casas en ruinas